# 香港ラグビーフットボール協会
香港ラグビーフットボール協会（ホンコンラグビーフットボールきょうかい、中国語: 香港欖球總會、英語の名称 : "Hong Kong Rugby Football Union", 略称 : HKRFU）は、香港におけるラグビーユニオンを総括している団体。ラグビー香港リーグの統括ならびに男女ラグビー香港代表および各世代のユース代表の管理を行う。香港のラグビーの振興を図るため、香港セブンズの主催、青少年向けのトレーニング、コーチ、審判の育成、ルールの周知などを行っている。1952年に創設、ワールドラグビーには1988年に加盟している。ワールドラグビーでは、ワールドカップに出場した事がない3番目のグループとしている。